# Il centenario che saltò dalla finestra e scomparve (film)
Il centenario che saltò dalla finestra e scomparve (Hundraåringen som klev ut genom fönstret och försvann) è un film del 2013 diretto da Felix Herngren e basato sull'omonimo romanzo dello scrittore svedese Jonas Jonasson.

## Trama
Allan Karlsson sta per celebrare il suo centesimo compleanno e nella casa di riposo in cui vive si preparano a festeggiarlo. Tuttavia il centenario non è interessato alla festa, così decide di andarsene di nascosto dalla finestra. Durante il suo viaggio una valigia piena di denaro finisce casualmente in suo possesso, e presto Allan si vede inseguito sia da un gruppo di criminali che dalla polizia. Mentre la trama si snoda, vari flashback mostrano gli eventi accaduti nel passato del centenario, nel corso del quale l'uomo era arrivato a cambiare ripetutamente il corso della storia, a sua insaputa.

## Distribuzione
Il film è stato mostrato in anteprima nella sezione Berlinale Special Gala del Festival internazionale del cinema di Berlino del 2014. È stato poi distribuito in Svezia, Norvegia e Danimarca a partire dal 25 dicembre 2013. Nelle sale italiane è uscito il 24 aprile 2014.

## Riconoscimenti
- Premio Oscar 2016
  - Nomination Miglior trucco

## Sequel
Nel 2016 il film ha avuto un sequel intitolato L'uomo di 101 anni che non pagò il conto e scomparve (Hundraettåringen som smet från notan och försvann) e diretto dallo stesso Felix Herngren insieme a Måns Herngren.